# جاك بلان
جاك بلان (بالفرنسية: Jacques Blanc) هو سياسي فرنسي، ولد في 21 أكتوبر 1939 في روديز في فرنسا. حزبياً، نشط في الاتحاد من أجل حركة شعبية والاتحاد من أجل الديمقراطية الفرنسية والديمقراطية الليبرالية (حزب سياسي) والحزب الجمهوري (فرنسا) والاتحاد الوطني للجمهوريين المستقلين.

## مناصب
- انتخب عضو مجلس الشيوخ الفرنسي.
- انتخب عضو مجلس جهوي.
- انتخب رئيس بلدية [الإنجليزية]‏ La Canourgue [الإنجليزية]‏ (14 مارس 2008 – ).
- انتخب نائب فرنسي.
- انتخب نائب برلماني [الإنجليزية]‏ (1988 – 2001).

## روابط خارجية
- جاك بلان على موقع مونزينجر (الألمانية)
- جاك بلان على موقع أوليمبيديا (الإنجليزية)